# Смолинский сельсовет (Константиновский район)
Смолинский сельсовет — упразднённая административно-территориальная единица, существовавшая на территории Московской губернии и Московской области до 1939 года.
Смолинский сельсовет был образован в первые годы советской власти. По данным 1922 года он входил в состав Федорцевской волости Сергиевского уезда Московской губернии.
По данным 1926 года в состав сельсовета входили деревни Болеботино, Смолино и Скорынино.
В 1929 году Смолинский с/с был отнесён к Константиновскому району Кимрского округа Московской области.
17 июля 1939 года Смолинский с/с был упразднён. При этом все его населённые пункты (Болеботино, Смолино и Скорынино) были переданы в Заболотьевский с/с.

## Комментарии
1. ↑  Упразднена Решением Мособлисполкома № 697 от 30 мая 1978 года «О снятии с учёта ликвидированных и регистрации вновь возникших населённых пунктов и изменении центров сельсоветов районов Московской области»[2].
2. ↑  Упразднена Решением Мособлисполкома № 921 от 23 июня 1988 года «О снятии с учёта ликвидированных населённых пунктов»[2].